# Historia del uniforme del Centro Cultural y Deportivo El Tanque Sisley

## Fundación y colores

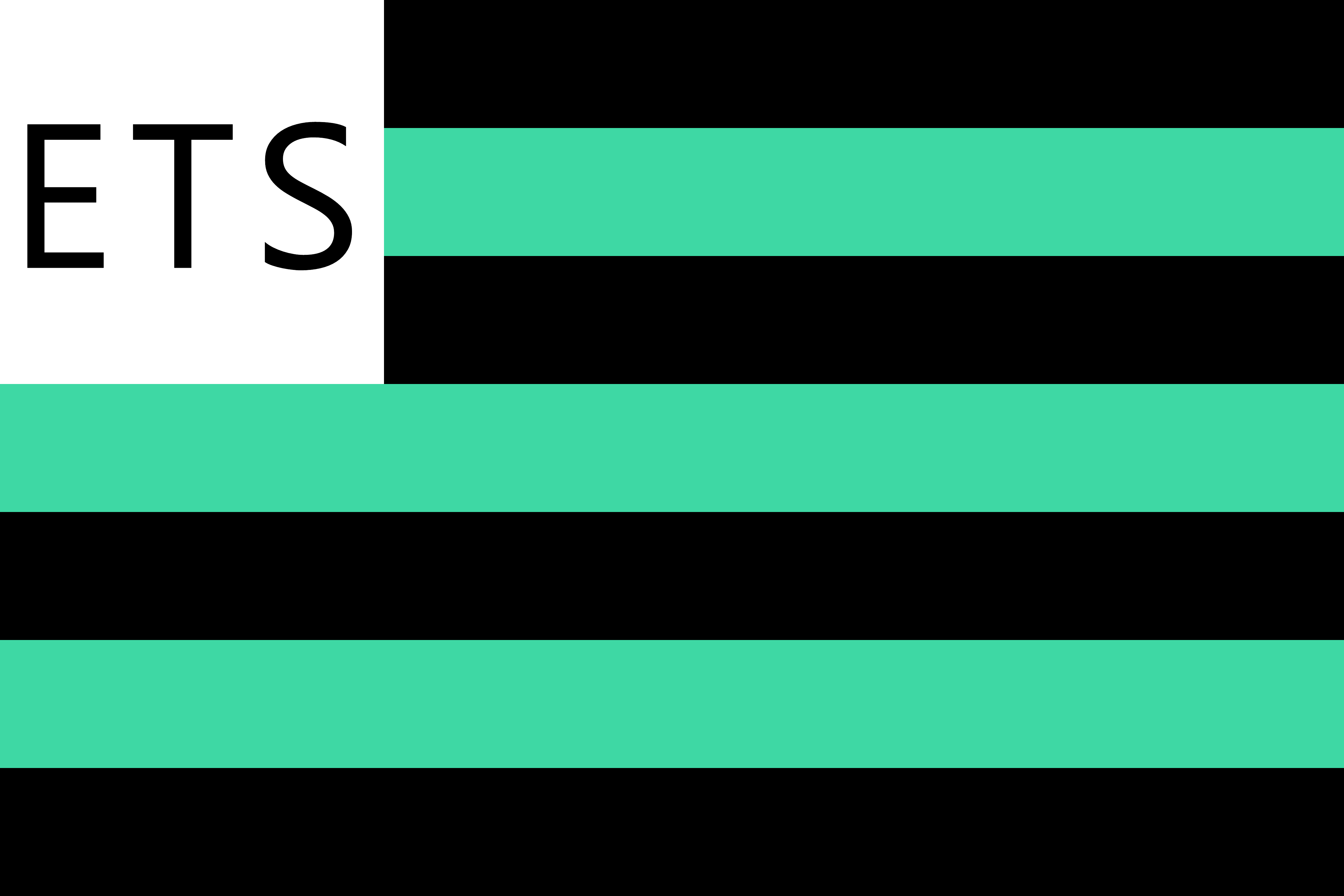
Bandera del club.

Los colores de El Tanque Sisley fueron decididos en la fundación a partir de propuesta de Ruben "Pocho" Rodríguez (verde y negro). En lo sucesivo el rojo fue incluido por la afición de uno de sus fundadores por Aguada como color secundario para añadir algún detalle
El Tanque es uno de los equipos menos conservadores del fútbol uruguayo: suele modificar su uniforme a menudo en variados diseños, en general respetando los colores verde y negro como principales. Prueba de esto es que en un mismo campeonato El Tanque llegó a utilizar seis diseños distintos.
Hasta inicios de los años 90,la casaquilla titular era verde y negra a rayas horizontales.

## Últimas equipaciones
- Segunda División 2016

| Titular | Segundo |

- Clausura 2016

| Titular | Segundo | Tercero |

- Apertura 2015

| Titular | Segundo | Tercero |

- Clausura 2015

| Titular | Segundo |

- Apertura 2014

| Titular | Segundo | Tercero |

### Proveedor de indumentaria y Patrocinadores
| Periodo   | Indumentaria | Patrocinio principal |
| --------- | ------------ | -------------------- |
| 1972-1981 | Ninguno      |                      |
| 1982-1987 | Astrach      |                      |
| 1988-1997 | Nanque       |                      |
| 1998-2003 | Gostan       |                      |
| 2004-2006 | Nanque       |                      |
| 2008-2016 | Mgr Sports   |                      |
| 2011-2012 | Matgeor      |                      |
| 2012-2016 | Mgr Sports   |                      |
| 2016      | Luanvi       |                      |
| 2017      | Borac        | Cable Vision Zoubar  |